# Rushanara Ali
Rushanara Ali (bengali: রুশনারা আলী), née le 14 mars 1975 à Bishwanath Upazila au Bangladesh, est une femme politique britannique, membre du Parti travailliste. 

## Vie privée
Rushanara Ali est née au Bangladesh. Avec sa famille, elle immigre au Royaume-Uni, dans le quartier de East End de Londres, en 1982 à l'âge de 7 ans. Elle grandit ensuite dans le Borough londonien de Tower Hamlets. Elle est le premier membre de sa famille à suivre une carrière universitaire en entrant à St John's College.

## Carrière parlementaire

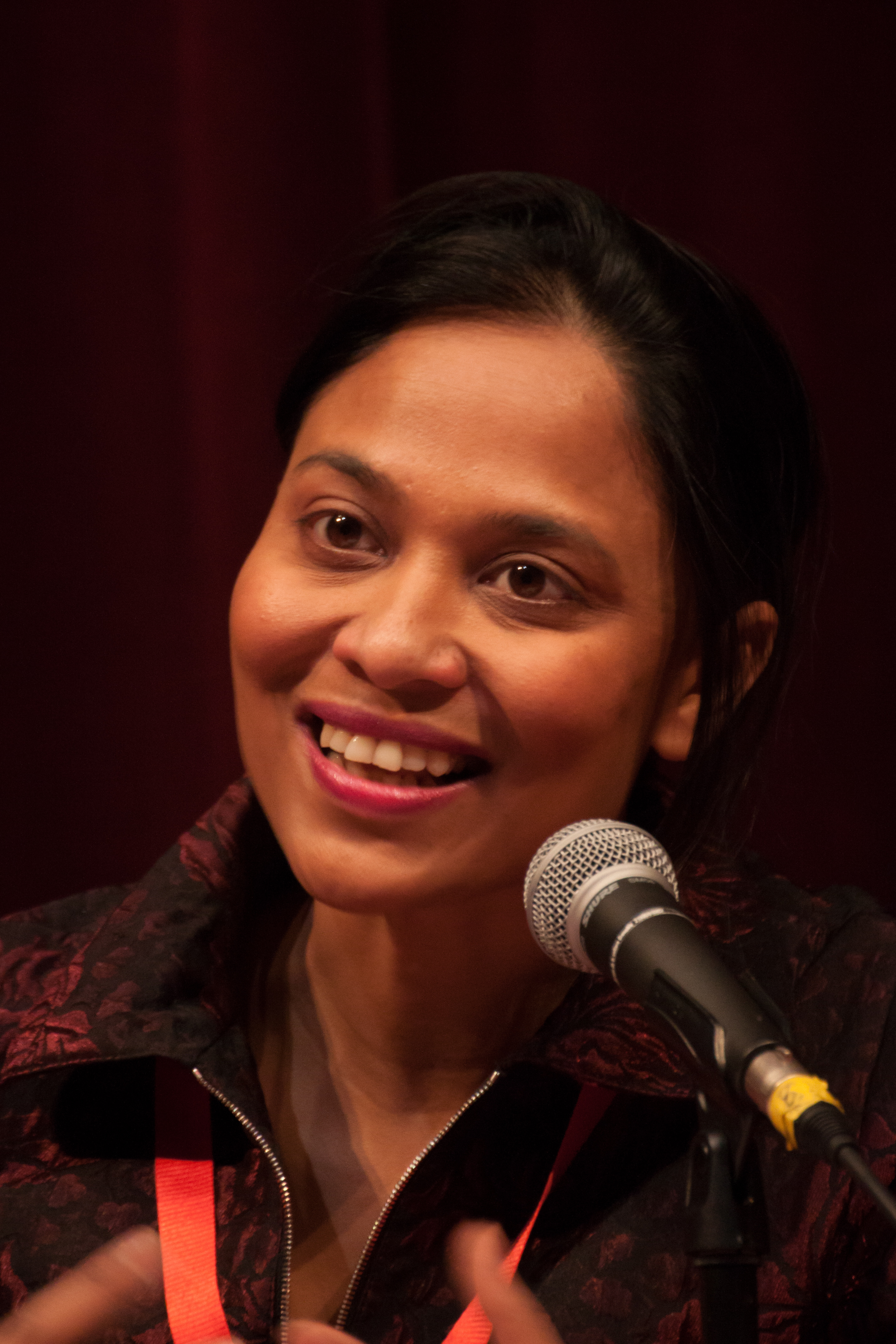
Photographie de Rushanara Ali lors du Forum Libération à Grenoble en 2013.

En avril 2007, elle est choisie par le Parti travailliste, afin de représenter son mouvement lors des élections générales pour la circonscription de Bethnal Green and Bow.
Le 6 mai 2010, elle est élue députée à la Chambre des communes avec 42,9 % des suffrages, loin devant le candidat LibDem Ajmal Masroor (20,1 %). Elle est la première députée d'origine bangladaise à être élue, ainsi que l'une des premières femmes musulmanes, conjointement avec Shabana Mahmood et Yasmin Qureshi.
Elle fait partie des 395 députés britanniques à voter en faveur du mariage homosexuel au Royaume-Uni en 2013. Ce vote favorable, ainsi que celui d'autres députés de religion musulmane de la Chambre des communes, provoque des réactions au sein des hautes autorités religieuses pakistanaises qui les déclarent apostats et déclarent une fatwa contre eux.